# Bodo (Sprache)
Bodo (auch Boro, Eigenbezeichnung बरʼ राव Boro Rao) ist eine tibeto-birmanische Sprache aus der sino-tibetischen Sprachfamilie. Es wird vom Volk der Bodo vor allem in der Region Bodoland im Nordwesten des nordostindischen Bundesstaats Assam gesprochen. In Indien gab es laut der Volkszählung 2011 insgesamt rund 1,5 Millionen Muttersprachler. Das Bodo dient in der Region Bodoland als Amtssprache. Darüber hinaus ist es auf überregionaler Ebene als eine von 22 Verfassungssprachen Indiens anerkannt.
Bis ins 19. Jahrhundert war Bodo ausschließlich eine gesprochene Sprache, dann wurde zunächst die bengalische Schrift eingeführt. Im Zuge der Christianisierung vieler Angehöriger des Bodo-Volkes wurde auch das lateinische Alphabet häufig genutzt. Heute wird die Sprache jedoch in der Regel in der Devanagari-Schrift geschrieben. Die Separatisten der National Democratic Front of Bodoland fordern dagegen die einheitliche Schreibung in lateinischer Schrift.

## Dialekte
Bodo lässt sich grob in drei Dialektgruppen einteilen: eine westliche, eine östliche und eine südliche. Die einzelnen Mundarten unterscheiden sich vor allem in der Aussprache sowie im Wortschatz. Als Standard hat sich der westliche Dialekt etabliert.

## Grammatik
Bodo ist eine flektierende Sprache. Die Sprache kennt sieben Fälle (Nominativ, Genitiv, Dativ, Akkusativ, Instrumental, Ablativ, Lokativ), zwei Numeri (Singular, Plural) sowie zwei grammatische Geschlechter (Maskulinum und Femininum). Diese werden nur bei Lebewesen unterschieden, nicht aber bei Gegenständen. Bei den Verben gibt es nur jeweils eine Zeitform für Zukunft, Vergangenheit und Gegenwart. In den letztgenannten Zeiten werden die Verben auch an den Aspekt angepasst, wobei in der Gegenwart drei Aspekte, in der Vergangenheit zwei unterschieden werden.